# Charles Hapgood
Pour les articles homonymes, voir Hapgood.
Charles Hutchins Hapgood (1904 - 1982) est un universitaire américain et l'un des plus grands défenseurs de la théorie des changements des pôles.

## Biographie
Hapgood obtient une maîtrise en histoire médiévale et moderne de l'Université Harvard en 1932. Son doctorat « Travaux sur la Révolution française » est interrompu par la Grande Dépression de 1929. Il enseigne pendant un an dans le Vermont et est secrétaire exécutif de Franklin Roosevelt pour l'artisanat. 
Pendant la Seconde Guerre mondiale, Hapgood travaille dans les services stratégiques (OSS), dans les services de la CIA ainsi qu'au sein de la Croix-Rouge. Il est également agent de liaison entre la Maison-Blanche et le Bureau du Secrétaire de la Guerre. 
Après la Seconde Guerre mondiale, Hapgood enseigne l'histoire au Collège de Springfield dans le Massachusetts.  
Il étudie avec ses élèves les théories sur le continent perdu Mu ainsi que sur l'Atlantide.  
En 1955, Hapgood publie son premier livre, The Earth's Shifting Crust.  La préface est écrite par Albert Einstein, peu de temps avant sa mort en 1955. Dans ce livre, ainsi que dans deux autres livres, Les Cartes des anciens rois de la mer (1966) et Le Chemin du Pôle (1970), Hapgood propose la théorie que la croûte terrestre s'est déplacée de nombreuses fois au cours de l'histoire géologique en glissant sur le « magma interne ». Hapggod n'est pas le seul géologue  à avoir fait cette hypothèse qui n'a pas reçu de confirmation et n'est plus considérée aujourd'hui.
Pour son livre intitulé Les Cartes des anciens rois de la mer, Hapgood utilise de nombreuses archives cartographiques trouvées notamment à la Bibliothèque du Congrès américain de Washington, y compris la carte de Piri Reis, dont il prétend qu'elle montre le vaste continent Antarctique et la Sphère du monde du nommé Oronteus Finæus datant de 1531 (en latin ; 1549 en français). Il indique que les pôles avaient varié de 15 degrés vers 9600 av. J.-C., et qu'une partie de l'Antarctique était libre de glaces à l'époque, suggérant implicitement qu'une civilisation glaciaire pourrait avoir cartographié la côte à ce moment-là.
Les hypothèses géologiques de Hapgood ont été infirmées par les recherches géologiques et climatologiques récentes : l'analyse des carottes glaciaires montrant que l'Antarctique est couvert de glace depuis au moins 800 000 ans. Ses thèses ont toutefois inspiré bon nombre de spéculations fantastiques sur l'archéologie et le passé humain, thèses qui selon Garret Fagan ne correspondent pas à la démarche scientifique mais égarent le public. Pour l'historien des sciences Gordon L. Herries Davies ses hypothèses sur la cartographie ancienne sont de la « pseudo-science ».
Hapgood épouse Tamsin Hughes en 1941. Ils divorcent en 1955. Plus tard, il habite en Arizona et à Richmond (New Hampshire). Alors qu'il habite à Greenfield (Massachusetts), il est renversé par une voiture et meurt le 21 décembre 1982. Il a eu deux fils, Frederick (né en  1942) et William (né en 1944), et deux petits-fils.

## Publications
en français
- Hapgood (C.), Les Mouvements de l'écorce terrestre, Éditions Payot, 1962 (Préface d'Albert Einstein).
- Hapgood (C.), The path of the pole, Éditions Chilton, 1970.
- Hapgood (C.), Les Cartes des anciens rois des mers, Éditions du Rocher, 1981 (Préface du Pr. Rémy Chauvin, et avant-propos de Paul-Émile Victor).

en anglais
- Hapgood, Charles Hutchins; Earth's Shifting Crust: A Key to Some Basic Problems of Earth Science (1958, foreword by Albert Einstein)
- Hapgood, Charles Hutchins; Great Mysteries of the Earth (1960)
- Hapgood, Charles Hutchins; Piri Reis map of 1513 (1962)
- Hapgood, Charles Hutchins; Maps of the Ancient Sea Kings: Evidence of Advanced Civilization in the Ice Age; 1966; 1997 Paperback Reprint Edition, Adventures Unlimited Press,  (ISBN 0-932813-42-9)
- Hapgood, Charles Hutchins; The Path of the Pole; 1968; 1999 Paperback edition, Adventures Unlimited Press,  (ISBN 0-932813-71-2)
- Hapgood, Charles Hutchins; Voices of spirit : through the psychic experience of Elwood Babbitt, 1975, Delacorte,  (ISBN 0-440059-83-6)
- Babbitt, Elwood D., with Charles Hapgood (editor); Talks with Christ and his teachers : through the psychic gift of Elwood Babbitt, 1981
- Babbitt, Elwood D., with Charles Hapgood (editor); God Within, A Testament of Vishnu
- Flem-Ath, Rand; When the Sky Fell, 1995, St. Martin's Press
- Flem-Ath, Rand, and Colin Wilson; The Atlantis Blueprint, 2000, Time Warner, Little, Brown and Company
- Hapgood, Charles Hutchins; Mystery in Acambaro: Did Dinosaurs Survive Until Recently?, 2000,  Adventures Unlimited Press,  (ISBN 0-932813-76-3).